# Ван Чуньлу
Ван Чуньлу (кит. упр. 王春露, пиньинь Wáng Chūnlù, род. 27 сентября 1978, г. Чанчунь провинции Цзилинь) — китайская шорт-трекистка. Серебряный призёр Олимпийских игр в Нагано и двукратная серебряная и бронзовая призёр в Солт-Лейк-Сити, многократная чемпионка мира. Окончила Цзилиньский институт физического воспитания со степенью бакалавра в 1998 году, Пекинский университет физического воспитания со степенью магистра в 2006 году, международную школу делового администрирования China Europe (EMBA) со степенью магистра в 2013 году.

## Биография
Ван Чуньлу начала кататься на коньках в возрасте 9-и лет, когда это ей предложил школьный учитель физкультуры, увидев её хорошую физическую форму и что она быстро бегала. Вся семья была против того, чтобы Чуньлу училась кататься на коньках, объясняя ей, что быть спортсменкой слишком сложно и что она сможет усерднее учиться. Только папа выступал за поддержку и предлагал прислушаться к выбору своего ребёнка. Прежде чем перейти на шорт-трек, она прошла 6-летнюю подготовку по конькобежному спорту.
В 1991 году она поступила в спортивную школу Чанчуня, а через год вошла в муниципальную команду физического воспитания Чанчуня. В январе 1995 года на 8-х Национальных зимних играх выиграла на дистанциях 1000 м, 3000 м и многоборье, а также стала чемпионом в эстафете. Она дебютировала в национальной сборной в 1995 году под руководством тренера Синь Циншаня. Коронной дистанцией у Чуньлу была 500 метров, на которой она выиграла 3 титула чемпиона мира.
В марте, в свои 17 лет она выиграла мировое первенство в Йевике, в Норвегии на трёх дистанциях: 500, 1000 метров и в эстафете. Ей не хватило совсем немного, чтобы вырвать 1-е место у Чон Ли Гён и осталась с серебром в общем зачёте. Она поднялась с партнёршами на 2-е место на командном чемпионате мира в Зутермере. В том же году, 3 декабря, стала чемпионом эстафеты на чемпионате Азии с мировым рекордом 4:24,12 сек.
В феврале 1996 года стала чемпионом 3-х Зимних Азиатских игр в Харбине на дистанции 500 метров и в эстафете, а в марте на чемпионате мира в Гааге помогла команде выиграть серебряную медаль. В 1997 году на 8-х Национальных играх в Пекине она выиграла на дистанции 1000 м, и побила мировой рекорд. В феврале 1997 года на Всемирных университетских играх в Муджу выиграла золото в беге на 500, 1500, 3000 метров и в эстафете.
В феврале 1998 года на зимних Олимпийских играх в Нагано Чуньлу могла выиграть золото на дистанции 500 метров, но при обгоне канадской спортсменки Изабель Шаре столкнулась с ней и обе упали. До финиша она не дошла и поэтому 3 место взяла южнокорейская спортсменка Чон Ли Гён, которая финишировала первой в финале В. Ван вспоминала — «Когда я скользнула в сторону от катка, казалось, что всё шло в замедленной съёмке, поскольку вся моя карьера пролетела мимо меня.»
После олимпиады в марте на чемпионате мира в Вене выиграла ещё одну золотую медаль на дистанции 500 м, 1500 м и заняла 2-е место в индивидуальном многоборье, а также выиграла золотую медаль в эстафете. Следом на командном чемпионате мира в Бормио завоевала золотую медаль в женской команде.
В сентябре приняла участие в первом этапе Кубка мира в Монреале, где выиграла на дистанции 1000 м и заняла 3-е место в многоборье.
В октябре 1998 года Чуньлу участвовала в серии Национальной лиги, проходившей в Чанчуне, и выиграла в беге на 500 м, а также заняла 2-е места на дистанциях 1500 м и 1000 м. В ноябре приняла участие в предварительных соревнованиях национального чемпионата 9-й зимней Олимпиады, проходившей в Чанчуне, и заняла 3-е место в беге на 500, 1000 и 1500 м. В сезоне 1998/99 годов на Кубке мира в общем зачёте стала 1-й в беге на 500 м.
В январе 1999 года на 9-х Национальных зимних играх в Чанчуне выиграла женскую гонку на четыре круга и в эстафете, а на дистанциях 1500 м и 3000 м выиграла бронзовые медали. В феврале на 4-х зимних Азиатских играх в Канвондо выиграла бронзу в беге на 3000 м. Через месяц Ван завоевала золотые медали на командном чемпионате мира в Сент-Луисе и на чемпионате мира в Софии в эстафете и заняла 5-е место в многоборье.
В январе 2000 года она приняла участие на этапе кубка, проходившем в Гётеборге, и заняла 2-е место на дистанции 500 м. В сезоне 1999/2000 года на Кубке мира она заняла на 500-метровке 2-е место в общем зачёте. В феврале 2000 года участвовала в 1-х зимних играх Доброй воли в Лейк-Плэсиде, и заняла 1-е место в эстафете с Ян Ян (A), Сунь Даньдань и Лю Сяоин, а также в забеге на 500-м заняла 2-е место.
В марте 2000 года выиграла золотые медали на командном чемпионате мира в Гааге и на чемпионате мира в Шеффилде в эстафете. Через год на командном чемпионате мира в Нобэяме в 4-раз выиграла золотую медаль, а следом на чемпионате мира в Чонджу выиграла в беге на 500 м и в эстафете золотые медали, и заняла 2-е место в зачёте многоборья.
Ван Чуньлу положила всё на то, чтобы выиграть на Олимпиаде 2002 года, за три месяца до игр она сломала запястье, но продолжала упорно тренироваться. В феврале 2002 года на Олимпийских играх в Солт-Лейк-Сити Китай впервые выиграл золото, но победу одержала не она, а Ян Ян (А) на дистанции 500 метров, Ван стала только 3-й и выиграла серебро в эстафете. В октябре и ноябре на 2-м этапе в Харбине и 3-м в Чанчуне в Национальной лиге выиграла в беге на 500 м.
На командном чемпионате мира в Милуоки в марте 2002 года поднялась с товарищами на 2-е место, а на чемпионате мира в Монреале заняла 3-е место в беге на 500 м и 2-е в эстафете. Весной 2003 года на чемпионате мира среди команд в Софии выиграл серебряную медаль, и золотую медаль в эстафете на чемпионате мира в Варшаве.
Ван Чуньлу выступала в эпоху сильнейших Китайских звёздных шорт-трекисток Ли Янь, обе Ян Ян и др. Она завоевала 25 титулов чемпионатов мира!!! Она официально вышла на пенсию в 2005 году.

## Карьера тренера
После завершения карьеры спортсмена в 2003 году Ван училась в Канаде, в Университете Калгари, в течение 2-х лет, в то же время работала тренером юниорской сборной Канады. Несмотря на хорошую зарплату она вернулась в 2005 году в Китай. В мае 2006 года он занимала должность заместителя руководителя команды китайской команды по шорт-треку, помогая в управлении делами команды и помогая новому главному тренеру Ли Янь.
Ван Чуньлу была факелоносецем Олимпийских игр 2008 года в Пекине. 29 ноября 2008 года она получила «Китайскую награду за выдающийся вклад в скоростное катание на коньках по шорт-треку». На 21-й зимней Олимпиаде в Ванкувере в 2010 году возглавила команду Китая по шорт-треку, завоевав 4 золотые олимпийские медали в женском зачете и завоевав награды за родину. В 2010 году получила награду CCTV Personality Team Award. С мая 2010 года она возглавляла китайскую команду по шорт-треку, продолжал помогать главному тренеру Ли Янь.
Вечером 24 июля 2011 года Ван Мэн и шесть других членов команды поссорились с руководителем группы Ван Чуньлу на сборах в Циндао, после того как пришли выпившие после гулянки. Ван Чуньлу сначала начала драться с Ван Мэн, в результате чего та порезала руку. Вечером 4 августа инцидент привел к окончательному результату наказания: Зимний центр объявил об исключении Ван Мэн и Лю Сяньвэй и запретил им участвовать в соревнованиях, а Чжоу Ян добровольно вышла из национальной команды.
15 августа 2011 года Центр управления зимними видами спорта Государственного главного управления спорта объявил, что Ван Чуньлу переведена с должности руководителя национальной команды в отдел подготовки и соревнований Центра зимнего менеджмента. С 2014 она работала в отделе соревнований и тренировок Центра управления зимними видами спорта Главного управления спорта, департаменте льда и снега Volkswagen и департаменте хоккея.
С 2016—2017 года была приглашена в качестве учёного в США, в Университет Миннесоты. Руководила созданием «Тура по горным лыжам Китая», «Всемирного дня снега и Международного детского лыжного фестиваля», «Национального студенческого лыжного соревнования», «Национального марафона по конькобежному спорту», «Национального студенческого соревнования по кёрлингу», «Форума Саммита по развитию хоккея между Китаем и Финляндией» и других известных мероприятий и мероприятий бренда ice and snow project. В настоящее время работает деканом в школе ледовых видов спорта Пекинского университета физического воспитания.

## Личная жизнь
У Ван Чунлу есть милый плюшевый мишка, которого она носила с собой с 1991 года. Интересно, что, хотя медвежонок жил с ней всю карьеру, у него до сих пор нет имени. Ван Чунлу встретила своего возлюбленного во время игры в бадминтон. Он работает менеджером в аэрокосмической компании в Пекине.